# Кот в сапогах (мультфильм, 2011)
«Кот в сапога́х» (англ. Puss in Boots) — американский компьютерный анимационный фильм студии DreamWorks Animation, премьера мультфильма состоялась 27 октября 2011 года, в формате Digital 3D и IMAX 3D. Является спин-оффом серии мультфильмов «Шрек» и приквелом истории, начатой в фильме «Шрек 2».
Слоган фильма: «А до Шрека был…».
Изначально должен был носить подзаголовок «История убийцы огров» (что соответствует оригинальной сказке, где Кот убивает именно огра, а не просто людоеда), но затем название сократили.
Дата начала продаж DVD c фильмом «Кот в сапогах» — 15 марта 2012 года. 29 декабря состоялся повторный показ в кинотеатрах в формате 3D.

## Сюжет
Кот в сапогах прибывает в неизвестный город, постоянно скрываясь от правосудия, которое ждёт его в родном городе Сан-Рикардо, где за него назначена награда. Кот приходит в бар выпить молока, где терпит насмешки и колкости бандитов, но те успокаиваются, когда он даёт им понять, что не так прост. Испуганные люди начинают предлагать Коту места, где бы он мог украсть хорошенькую сумму — например, церковь или приют для детей. Но Кот никогда не грабит церкви и сирот, поэтому больше всего его заинтересовало предложение украсть волшебные бобы у супругов-бандитов Джека и Джилл — ведь если посадить эти бобы, то стебель из них вырастет до неба, где грозный великан охраняет величайшее сокровище — золотоносную гусыню. Кот полжизни искал эти бобы, и поначалу решил, что над ним просто подшучивают, но потом всё-таки соглашается их выкрасть.
Кот очень быстро находит остановившихся в отеле Джека и Джилл. Бобы находятся у Джека в руке, а на руке висит что-то вроде ящика на замке, ключ от которого тот проглотил. Но попытка украсть бобы оборачивается провалом: герою неожиданно помешал таинственный чёрный кот в маске, который охотился за теми же бобами. Коты переругались, и их заметили и прогнали. Кот не терпит позора, поэтому отправляется в погоню за оппонентом. Тот приводит Кота в подземный кошачий бар на «Танцевальную битву», где они танцуют под наблюдением десятков котов и кошек. После танца начинается битва на мечах, в которой Кот ударил противника гитарой по голове. После этого выясняется, что на самом деле кот в маске — это кошка. Но на этом сюрпризы для Кота не заканчиваются. Тут же он встречается со своим другом детства Шалтаем Александром Болтаем, который пытается предложить ему партнёрство, на что тот отвечает отказом. Тогда кошка, которую Шалтай-Болтай представил Кисой Мягколапкой, решает сама уговорить Кота. Не понимая, почему он не хочет работать с Шалтаем, она пытается узнать у него причину этого раздора, взяв его «на нежный мяу». Кот решает рассказать ей свою историю…
Когда он был маленьким котёнком, сильный ветер принес его корзинку к дому в Сан-Рикардо, где жили сироты. Воспитательница приюта, женщина по имени Имельда, стала ему родной матерью. В детском доме рыжий котёнок познакомился с Шалтаем-Болтаем и даже успел спасти его от внука Синей Бороды и его сторонников. Шалтай называет котёнка просто «Кот» (в оригинале — Puss) и рассказывает ему о своей мечте: найти волшебные бобы и собрать золотые яйца, что несёт золотоносная гусыня. Они становятся побратимами и всё детство тратят на то, чтобы найти бобы, для чего организовывают так называемый «Бобовый клуб» и начинают таскать с рынка бобы разных сортов (но волшебных среди них нет). Помимо этого, они просто воруют и часто попадаются. Но после того, как Кот спасает от разъярённого быка маму Команданте (главного стражника), он становится героем города, и Имельда дарит сыну шляпу и сапоги. Но Шалтай, неоднократно попадавший за решётку за кражи, не пожелал изменяться. Позавидовав славе Кота, он обманом приводит последнего в банк (объяснив это тем, что ему якобы нужно откупиться деньгами от банды внука Синей Бороды) и ворует деньги, чем подставляет Кота. Не успев опомниться, тот случайно царапает прибежавшего вместе со стражей Команданте, и им с Шалтаем приходится убегать от стражников. Проезжая на телеге мимо сиротского приюта, Кот видит разочарование в глазах Имельды. Когда они вместе с Шалтаем-Болтаем проезжали мост, их телега перевернулась и вместе с деньгами упала в реку. Кот, не выдержавший такого скверного поступка, отказывается помочь бывшему другу подняться на ноги и спрыгивает с моста, а Шалтая хватают и бросают в тюрьму. С тех пор за Кота назначена награда. Объявления, указывающие на это, развешаны по всему городу и частично за его пределами.
В настоящем, Шалтай-Болтай пытается доказать Коту, что раскаивается, и просит прощения. Кот всё же решает дать Шалтаю шанс и соглашается на партнёрство ради своей чести. По плану Шалтая они нагоняют Джека и Джилл, которые направляются к месту, где нужно посадить бобы. Приехав к месту назначения, герои сажают бобы и по выросшему стеблю поднимаются наверх, где некоторое время резвятся на облаках, разговаривая высоким голосом из-за разреженного воздуха. Поднявшись в замок, они пытаются найти золотые яйца, не попавшись на глаза стражу золотоносной Гусыни. Поняв, что много яиц им с собой не унести, герои крадут саму Гусыню, оказавшуюся жёлтеньким пушистым гусёнком — ведь тащить множество тяжёлых золотых яиц неудобно, а увести их источник проще — и убегают прочь из замка великана. Они срубают бобовый стебель и успевают спастись. Вечером они делают привал, разводят костёр и торжествуют вовсю, планируя завтра вместе с Гусыней добраться до Сан-Рикардо, чтобы сполна уплатить все долги. Кот пытается намекнуть Мягколапке на чувства, а Киса Коту — на опасность, однако Шалтай-Болтай мешает обоим. Ночью Кота оглушают Джек и Джилл, шедшие по следу героев. А утром рыжий по следам отправляется в погоню, за «друзьями» и украденной Гусыней. Следы приводят его в родной Сан-Рикардо. На одной из городских улиц он находит Шалтая, Джека, Джилл и бандитов, отмечающих победу с бутылкой шампанского, и приходит в недоумение.
Страшное разочарование… Кот понимает, что Шалтай-Болтай устроил всё это ради мести, ведь он был недоволен предательством друга, когда в ту ночь на мосту тот спрыгнул с моста и сбежал прочь, а его (Шалтая) сдал в руки стражников. Джек, Джилл, бандиты в баре и даже Киса работали на него. В тот же миг на улицу по зову Шалтая прибегают стражники, готовые арестовать Кота за ограбление банка (которого он, естественно, не совершал). Появившаяся Имельда просит своего сына признаться в преступлении, а не убегать. Чтобы не расстраивать её, Кот добровольно даёт себя арестовать, и его сажают в тюрьму. Но в камере он сидит не один. Некий старичок по прозвищу Энди «Джек» Бобовый Стебель, прежний обладатель волшебных бобов, посаженный в тюрьму на десять лет за покупку краденой коровы (он выменял эту корову на бобы), рассказывает Коту, что Сан-Рикардо скоро будет разрушен, так как страж Гусыни — это её мама, и она уже летит за своей малышкой. Кот с трудом сбегает из тюрьмы, и в этом ему помогает Мягколапка, которая решила, что Кот для неё дороже, чем деньги.
Встретив Шалтая-Болтая на колокольне, Кот пытается уговорить его отдать Гусыню матери, попутно прося прощения за причинённую боль и намекая, что местью своему лучшему другу проблему не решить. Шалтай после недолгих препирательств соглашается, берёт виновницу переполоха и бежит с ней к мосту, который ведёт из города, а Кот старается привести следом исполинскую белую гусыню. Джек и Джилл пытаются им помешать, но Гусыня-мать раздавливает парочку вместе с их повозкой (в конце фильма они появляются на больничных койках и в гипсе). Кот, Шалтай и Гусыня добираются до моста, но мост под ними рушится. Взрослую Гусыню придавливает остатками моста, а Кот держит на разных верёвках Шалтая и Гусыню. Шалтай просит Кота спасать город, а не его, и отпускает верёвку. Кот спасает Гусыню и отдает её матери. Взглянув на место падения Шалтая, Кот видит лишь скорлупки и золотое яйцо, которое мама-Гусыня забирает с собой. Они с малышкой летят домой.
Кот снова становится героем города и возвращает свою репутацию в глазах Имельды. Вместе с Кисой они убегают от стражников; убежав, Кот говорит Мягколапке: «Мы ещё встретимся!», на что она отвечает: «Раньше, чем ты думаешь», показывая, что она взяла сапоги, и Кот опять погнался за нею. В титрах парочка находит убежище Кисы (кошачий бар), где они провели свой первый «Танцевальный поединок». Они танцуют ещё раз тот же танец. Также выясняется, что в конце этого танца Кот целует Мягколапку (она скрывает их лица перед этим).

## Роли озвучивали
- Антонио Бандерас — Кот в сапогах
- Сальма Хайек — Киса Мягколапка

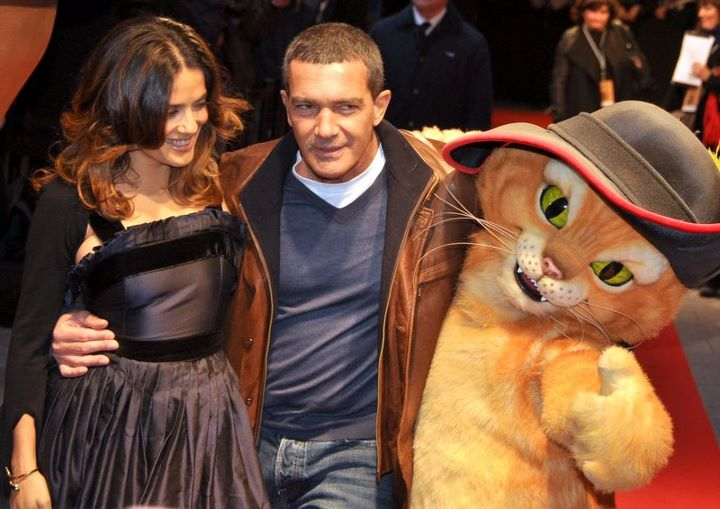
Сальма Хайек и Антонио Бандерас вместе с Котом в сапогах на премьере фильма в Париже.

- Зак Галифианакис — Шалтай-Болтай (Шалтай Александр Болтай)
- Билли Боб Торнтон — Джек
- Эми Седарис — Джилл
- Констанс Мари — Имельда
- Гильермо Дель Торо — Команданте / усатый человек
- Майк Митчелл — Энди «Джек» Бобовый Стебель
- Рич Дитль — охотник за головами
- Райан Крего — Луис
- Том Вилер — бармен / владелец отеля / скупой мальчик / водитель фургона / Родриго
- Конрад Вернон — Рауль / солдат
- Том МакГрат — вор в баре
- Боб Джоулз — Джузеппе
- Латифа Оау — сумасшедшая женщина / скупая девочка / молочная леди / маленький мальчик
- Роберт Персичетти — кот, который говорит «Оу!»
- Крис Миллер — внук Синей Бороды / монах Миллер / тюремная охрана / руководство / Рафаэль

## Сиквел
В ноябре 2012 года исполнительный продюсер Гильермо Дель Торо заявил, что они уже сделали пару черновиков сценария для сиквела, и что режиссёр Крис Миллер хочет взять кота в приключение в экзотические места. В апреле 2014 года Антонио Бандерас, (голос Кота в сапогах), сказал, что работа над сиквелом только началась. В июне 2014 года фильм получил название «Кот в сапогах 2: Девять жизней и сорок разбойников» и должен был выйти в прокат 2 ноября 2018 года. Два месяца спустя он был перенесен на один месяц до 21 декабря 2018 года. В январе 2015 года «Кот в сапогах 2» был исключен из графика выпуска после реструктуризации корпорации и новой политики DreamWorks Animation по выпуску двух фильмов в год. Два месяца спустя Бандерас сказал в интервью, что сценарий находится на стадии перестройки и что Шрек может появиться в фильме.
6 ноября 2018 года Variety объявила, что Кристоферу Меледандри было поручено стать одним из исполнительных продюсеров «Шрека 5», и «Кота в сапогах 2», а актёрский состав вернется. В феврале 2019 года Боб Персичетти, глава сюжета первого фильма, подписал контракт на режиссуру сиквела. Латифа Уау, которая продюсировала оригинальный фильм «Кот в сапогах», будет курировать разработку сиквела. В августе 2020 года название «Кот в сапогах: Последнее желание» было торговой маркой DreamWorks, указывающей на потенциальное название сиквела. Премьера мультфильма состоялась 21 декабря 2022 года.

## Саундтрек
| №   | Название                         | Длительность |
| --- | -------------------------------- | ------------ |
| 1.  | «A Bad Kitty»                    | 2:04         |
| 2.  | «One Leche»                      | 2:01         |
| 3.  | «Jack and Jill»                  | 0:22         |
| 4.  | «Holy Frijoles»                  | 1:14         |
| 5.  | «Chasing Tail»                   | 1:09         |
| 6.  | «Diablo Rojo»                    | 4:53         |
| 7.  | «Humpty Dumpty & Kitty Softpaws» | 2:42         |
| 8.  | «The Orphanage»                  | 4:29         |
| 9.  | «Honor and Justice»              | 1:44         |
| 10. | «That Fateful Night»             | 2:35         |
| 11. | «The Wagon Chase»                | 2:58         |
| 12. | «Team Effort»                    | 0:57         |
| 13. | «Planting the Beans»             | 2:09         |
| 14. | «The Magic Beanstalk»            | 1:17         |
| 15. | «Castle in the Clouds»           | 1:57         |
| 16. | «Golden Goose of Legend»         | 6:38         |
| 17. | «Hanuman»                        | 3:39         |
| 18. | «Confronting the Past»           | 1:37         |
| 19. | «I Was Always There»             | 4:06         |
| 20. | «Kitty-Cat Break-Out»            | 1:35         |
| 21. | «The Great Terror»               | 7:56         |
| 22. | «Farewell to San Ricardo»        | 1:32         |
| 23. | «The Puss Suite»                 | 3:09         |
| 24. | «The Giant's Castle»             | 3:08         |
| 25. | «Americano»                      | 4:05         |

## Критика
Согласно рейтингу Rotten Tomatoes, картина набрала 86 % при 155 рецензиях и получила среднюю оценку 6,9 по десятибалльной системе. Критики отмечали некоторую поверхностность фильма, но подчёркивали, что этот недостаток с успехом компенсируется обилием юмора, феерических эффектов и своеобразным очарованием.

## Награды и номинации
- 2012 — номинация на премию «Оскар» за лучший анимационный фильм (Крис Миллер).
- 2012 — 9 номинаций на премию «Эмми»: лучший анимационный фильм, режиссёра (Крис Миллер), озвучка (Зак Галифианакис), анимация персонажа (Оливье Стафилас), разработка персонажа (Патрик Мэйт), монтаж (Эрик Дапкевич), музыка (Генри Джекман), раскадровка (Боб Логан), анимационные эффекты (Кэн Юксел).
- 2012 — номинация на премию «Золотой глобус» за лучший анимационный фильм.

## Видеоигры
- Puss in Boots, видеоигра, основанная на фильме, разработанная компанией Blitz Games и опубликованная THQ 25 октября 2011 года для Xbox 360, PlayStation 3, Wii и Nintendo DS. Он имеет поддержку Kinect и PlayStation Move на соответствующих платформах[13].
- Fruit Ninja: Puss in Boots, тематическая версия игры Fruit Ninja на тему Кота в сапогах, которая была выпущена 20 октября 2011 года для iOS в App Store[14] и была выпущена для Android устройств 28 ноября 2011 года в Amazon Appstore[14].